# 18 to Life/Episodenliste

Logo zur Serie

Diese Episodenliste enthält alle Episoden der kanadischen Sitcom 18 to Life, sortiert nach der kanadischen Erstausstrahlung. Die Fernsehserie umfasst zwei Staffeln mit insgesamt 25 Episoden.

## Übersicht
| Staffel | Episodenanzahl | Erstausstrahlung Kanada | Erstausstrahlung Kanada | Deutschsprachige Erstausstrahlung | Deutschsprachige Erstausstrahlung |
| Staffel | Episodenanzahl | Staffelpremiere         | Staffelfinale           | Staffelpremiere                   | Staffelfinale                     |
| ------- | -------------- | ----------------------- | ----------------------- | --------------------------------- | --------------------------------- |
| 1       | 12             | 4. Januar 2010          | 12. April 2010          |                                   |                                   |
| 2       | 13             | 3. Januar 2011          | 28. März 2011           |                                   |                                   |

## Staffel 1
Die Erstausstrahlung der ersten Staffel wurde vom 4. Januar bis 12. April 2010 auf dem kanadischen Sender CBC Television gesendet. Ein Termin für eine deutschsprachige Erstausstrahlung ist bisher noch nicht bekannt.
| Nr. (ges.) | Nr. (St.) | Deutscher Titel | Originaltitel                | Erstausstrahlung Kanada | Deutschsprachige Erstausstrahlung (–) | Regie                                                      | Drehbuch |
| ---------- | --------- | --------------- | ---------------------------- | ----------------------- | ------------------------------------- | ---------------------------------------------------------- | -------- |
| 1          | 1         | –               | A Modest Proposal            | 4. Jan. 2010            | Peter Wellington                      | Derek Schreyer Idee: Derek Schreyer & Karen Troubetzkoy    |          |
| 2          | 2         | –               | No Strings Attached          | 11. Jan. 2010           | Paolo Barzman                         | Karen Troubetzkoy Idee: Derek Schreyer & Karen Troubetzkoy |          |
| 3          | 3         | –               | It’s My Party                | 18. Jan. 2010           | Peter Wellington                      | Jenn Engels                                                |          |
| 4          | 4         | –               | Detour                       | 25. Jan. 2010           | Paolo Barzman                         | Derek Schreyer Idee: Derek Schreyer & Karen Troubetzkoy    |          |
| 5          | 5         | –               | Baby Got Bank                | 1. Feb. 2010            | Peter Wellington                      | Andrew De Angelis & Derek Schreyer                         |          |
| 6          | 6         | –               | Goy Story                    | 8. Feb. 2010            | Stefan Pleszczynski                   | Skander Halim                                              |          |
| 7          | 7         | –               | Hanging Pictures             | 1. März 2010            | Paolo Barzman                         | Karen Troubetzkoy & Rob Sheridan Idee: Derek Schreyer      |          |
| 8          | 8         | –               | Phil 'Er Up                  | 8. März 2010            | Stefan Pleszczynski                   | Derek Schreyer                                             |          |
| 9          | 9         | –               | Working Noon to Five         | 15. März 2010           | Stefan Pleszczynski                   | Derek Schreyer Idee: Derek Schreyer & Rob Sheridan         |          |
| 10         | 10        | –               | Guess Who’s Coming to Dinner | 22. März 2010           | Stefan Pleszczynski                   | Skander Halim                                              |          |
| 11         | 11        | –               | In Sickness and in Health    | 5. Apr. 2010            | Peter Wellington                      | Rob Sheridan                                               |          |
| 12         | 12        | –               | Wingman                      | 12. Apr. 2010           | Paolo Barzman                         | Karen Troubetzkoy                                          |          |

## Staffel 2
Die Erstausstrahlung der zweiten Staffel wird seit dem 3. Januar 2011 auf dem kanadischen Sender CBC Television gesendet. Ein Termin für eine deutschsprachige Erstausstrahlung ist bisher noch nicht bekannt.
| Nr. (ges.) | Nr. (St.) | Deutscher Titel | Originaltitel                       | Erstausstrahlung Kanada | Deutschsprachige Erstausstrahlung (–) | Regie                                                   | Drehbuch |
| ---------- | --------- | --------------- | ----------------------------------- | ----------------------- | ------------------------------------- | ------------------------------------------------------- | -------- |
| 13         | 1         | –               | One Is the Loneliest Number         | 3. Jan. 2011            | Stefan Pleszczynski                   | Derek Schreyer                                          |          |
| 14         | 2         | –               | 15 Minutes of Shame                 | 10. Jan. 2011           | Paolo Barzman                         | Skander Halim                                           |          |
| 15         | 3         | –               | Part Time Lovers                    | 17. Jan. 2011           | Stefan Pleszczynski                   | Andrew DeAngelis Idee: Rob Sheridan & Andrew DeAngelis  |          |
| 16         | 4         | –               | I Do and I Don’t                    | 24. Jan. 2011           | Paolo Barzman                         | Derek Schreyer Idee: Derek Schreyer & Karen Troubetzkoy |          |
| 17         | 5         | –               | Overcooked                          | 31. Jan. 2011           | Stefan Pleszczynski                   | Andrew DeAngelis                                        |          |
| 18         | 6         | –               | Family Portrait                     | 7. Feb. 2011            | Paolo Barzman                         | Paul Aitken                                             |          |
| 19         | 7         | –               | Sleepless in the Attic              | 14. Feb. 2011           | Nicolas Monette                       | Sherry White                                            |          |
| 20         | 8         | –               | The Flushing Point                  | 21. Feb. 2011           | Paolo Barzman                         | Shelley Eriksen                                         |          |
| 21         | 9         | –               | Miss Conceived                      | 28. Feb. 2011           | Paolo Barzman                         | Rob Sheridan                                            |          |
| 22         | 10        | –               | If a Bellow Falls in the Forest     | 7. März 2011            | Paolo Barzman                         | Karen Troubetzkoy                                       |          |
| 23         | 11        | –               | Like Father, Like Son’s Best Friend | 14. März 2011           | Paolo Barzman                         | Josh Gal                                                |          |
| 24         | 12        | –               | The Gate                            | 21. März 2011           | Nicolas Monette                       | Karen Troubetzkoy                                       |          |
| 25         | 13        | –               | House of Cards                      | 28. März 2011           | Paolo Barzman                         | Derek Schreyer                                          |          |